# Президентская кампания Дональда Трампа (2016)
Президентская кампания Дональда Трампа — предвыборная кампания 45-го и в последствии 47-го президента США, бизнесмена и телеведущего, кандидата в президенты от Республиканской партии на выборах президента Соединённых Штатов 2016 года, победителя большинства пра́ймериз и дебатов. Основная стратегия кампании Трампа — выиграть достаточное количество праймериз и кокусов, чтобы достичь большинства голосов делегатов в первом туре, закрепив выдвижение на пост президента.
Трамп отличается популистской позицей по отношению к нелегальной миграции. Желание приостановить несправедливые, по его мнению, торговые соглашения и военные интервенции принесло ему особую поддержку среди «синих воротничков». В итоге, Трамп стал главным претендентом на выдвижение в президенты от Республиканской партии. Некоторые мировые лидеры выразили обеспокоенность по поводу его перспективы стать президентом.
8 ноября 2016 года Дональд Трамп одержал победу на президентских выборах, обойдя по количеству голосов выборщиков Хиллари Клинтон.

## Предыстория
С президентских выборов 1988 года Трамп рассматривался как потенциальный кандидат на пост президента почти на каждых выборах. В октябре 1999 года Трамп объявил себя потенциальным кандидатом от партии реформ на выдвижение кандидатом в президенты, но снял свою кандидатуру 14 февраля 2000 года. В 2004 году Дональд Трамп стал демократом, открыто поддержал Хиллари Клинтон. В 2009 году Трамп вернулся в состав Республиканской партии. С начала 2011 года Трамп стал играть ведущую роль в опросах среди республиканских кандидатов на выборах-2012. Тем не менее, Трамп объявил в мае 2011 года, что он не будет кандидатом на эту должность.
В 2011 на конференции CPAC Трамп сказал, что он «сторонник запрета абортов» и «против контроля над оборотом огнестрельного оружия». В декабре 2008 Трамп стал сторонником плана спасения автомобильной промышленности США, который к 2012 году получил поддержку 56 % американцев, согласно опросу Исследовательского Центра Pew.
В 2011 году опрос показал, что Трамп — один из фаворитов предвыборной гонки. В феврале 2011 года The Daily Beast провёл опрос, показавший, что многие граждане на тот момент не определились с выбором кандидата. В 2013 году Трамп допускал возможность выдвинуться на пост президента США в 2016 году. В октябре 2013 года республиканцы из штата Нью-Йорк предложили ему баллотироваться на пост губернатора в 2014 году.

## Основная информация
Предвыборная кампания Трампа была широко охвачена большинством СМИ, что позволяло ему избегать больших затрат по её организации и не нуждаться в поддержке Комитета политических действий, которого Трамп раскритиковал вместе с политиками, использующих его поддержку. Также он воздержался от ответа на вопрос о том, что он считает политкорректностью. СМИ широко освещали высказывания Трампа по вопросам иммиграции и безопасности границ, куда он предложил депортировать всех нелегальных иммигрантов, а также о строительстве большой стены на американо-мексиканской границе и о временном запрете на въезда в США мусульман.
Высказывания Трампа вызвали митинги, а также общественные дискуссии. На некоторых событиях были отмечены случаи насилия против протестующих сторонников Трампа, жестокое обращение к ряду журналистов. Однако Трамп заявил, что он сам пожелал бы разогнать протестующих, но он не поощряет насилие для подавления манифестаций. Трамп выступает против широкой защиты журналистов от судебных обвинений в клевете.

## История предвыборной гонки 2016

### 2015 год
25 января 2015 года Дональд Трамп на собрании членов Республиканской партии США в штате Айова заявил, что обдумывает возможность выдвижения своей кандидатуры на предстоящих президентских выборах 2016 года.

#### Объявление о начале кампании
Трамп официально объявил свою кандидатуру для предстоящих выборов президента 16 июня 2015 года. Его анонс состоялся на предвыборном митинге в Трамп-тауэр в Нью-Йорке. В своей речи он подверг критике действующую власть за неудачную борьбу с ИГИЛ, невыгодные торговые отношения с Китаем, Японией, Мексикой, нелегальную иммиграцию из Мексики, неправильную политику в отношении Ирака, ядерную сделку с Ираном, безработицу, связанную с офшорингом американских рабочих мест, ужасную, по словам Трампа, реформу здравоохранения. Исправить неудачи правительства вызвался он сам как хороший переговорщик с большим опытом в бизнесе. В речи выдвинул лозунг «Сделаем Америку великой снова!». Трамп пообещал вернуть рабочие места из Китая, Мексики, Японии и других стран, существенную часть речи он посвятил взаимоотношениям с Китаем (искусственной девальвации их валюты для создания торговых преимуществ, заградительным пошлинам, препятствующим выходу американских товаров на китайский рынок, получению технологий Китаем из-за рубежа, укреплению китайской военной мощи). Трамп предложил установить или повысить таможенные пошлины, чтобы ограничить поток иностранных товаров и прекратить вывод производств в другие страны, а также пересмотреть торговые соглашения. Предложил построить стену на границе с Мексикой за её счет. Пообещал победить ИГИЛ и заставить Иран отказаться от ядерного оружия. Полностью поддержал Вторую поправку (право граждан на хранение и ношение оружия). Заявил о необходимости заняться инфраструктурой — перестроить мосты, дороги, аэропорты. Трамп также объявил, что будет самостоятельно финансировать свою президентскую кампанию, и отказался бы от любых денег от спонсоров и лоббистов.
После этого заявления большинство СМИ стали интересоваться заявлениями Трампа о нелегальной иммиграции, где он заявил: 
|  | Мексика отправляет нам своих людей, но они не отправляют лучших. Они шлют людей с проблемами, и они приносят нам эти проблемы. Они приносят наркотики, они приносят преступность. Они насильники. Ну и надо полагать, что среди них и приличные людиИз речи Трампа о намерении баллотироваться в президенты, 16 июня 2015 года |

 Это заявление Трампа было спорным. Оно повлекло разрыв отношений с Трампом нескольких предприятий и организаций, в том числе NBC, Macy’s, Univision, NASCAR. Реакции других кандидатов в президенты были различны.
Трамп позже пояснил, что его заявления направлены исключительно на правительство Мексики, в частности, для использования слабой защищённости границы, как средство передачи преступников из их страны.

#### В начале кампании
После анонса в Нью-Йорке Трамп сразу же отправился в другие штаты, включая Айову и Нью-Гэмпшир, в преддверии республиканского праймериз. В начале июля 2015 года Трамп также начал кампанию на западе США, проводя митинги и выступления в Лас-Вегасе и Лос-Анджелесе. 23 июля он посетил мексиканскую границу, чтобы выразить свою позицию по отношению к нелегальной иммиграции.
В июле Федеральная избирательная комиссия обнародовала детали материального состояния Трампа. Отчёт показал его владение активами свыше $1,4 млрд и задолженность в размере не менее $265 миллионов. Вскоре после этого главный менеджер Трампа опубликовал заявление, в котором указывалось, что состояние Трампа составляет $10 млрд, хотя журнал Forbes оценил его в $4 миллиарда.
21 августа 2015 года Федеральная избирательная комиссия обнародовала список политических организаций (комитетов политических действий), поддерживающих кандидатов в президентской гонке. Дональд Трамп оказался единственным из основных кандидатов-республиканцев, которого не поддержала ни одна подобная организация.

##### Комментарии Джона Маккейна
18 июля 2015 на Трампа обрушился шквал критики за слова в адрес Маккейна: «Он не герой войны» и «Он был героем войны, потому что он попал в плен. Мне нравятся люди, которые не были пойманы.» Трамп признал: «Если кто-то в плену, я считаю их героями»; однако, он раскритиковал политиков, как «Джон Маккейн» за «полный провал» по вопросам ветеранов и по охране границы. Трамп заявил о своей поддержке ветеранов и пообещал «построить для них прекрасные и самые современные больницы в мире».
Сам Маккейн в ответ заявил о том, будет ли Трамп извиняться, следующее: 
|  | Я так не думаю. Я думаю, он должен извиниться перед семьями тех, кто пожертвовал собой в конфликтах и тех, кто посвятил себя служению своей стране.Д. Маккейн в интервью MSNBC |

 Позднее Трамп заявил, что он не обязан приносить извинения. PolitiFact утверждает, что цитата Трампа была вырвана из контекста. Комментарии Трампа далее создавали несогласие среди других республиканских кандидатов в президенты, в том числе Джеба Буша, Скотта Уокера, Рика Санторума, Рэнд Пола, Бобби Джиндала, Майка Хакаби, и Криса Кристи. Два кандидата, Джордж Патаки и Рик Перри, открыто призвали Трампа выйти из гонки из-за его заявлений. С другой стороны, двое других кандидатов заступились за Трампа: Бен Карсон и Тед Круз отметили, что все мнения должны быть услышаны, и Круз высказал мнение, что партия должна прекратить междоусобицу, чтобы объединиться.

##### Пограничная стена и нелегальная иммиграция
В своём заявлении Трамп обещал, что он будет строить «Великую стену» на американо-мексиканской границе, делая упор на то, что её строительство будет оплачиваться за счёт Мексики.
Американский сенатор Тед Круз похвалил Трампа за уделение внимания нелегальной иммиграции вместе с конгрессменом Стивеном Кингом, который также поддерживал Трампа в вопросах о нелегальной иммиграции и преступности.
Паулина Вега, нынешняя «Мисс Вселенная» и бывшая «Мисс Колумбия», сказала, что она не приемлет иммиграционные высказывания Трампа, который, в свою очередь, назвал её «лицемеркой». Она заявила, что не может отказаться от короны, так как это запрещает ей контракт, но она может предъявить иск Трампу в суде.
Позже журналисты Рейтер выяснили, что американские компании стремились ввезти в США 1100 нелегальных рабочих с 2000 года. Трамп также показательно был проездом в Палм-Бич, Флорида на курорте Мар-а-Лаго, который также примечателен большим количеством гастарбайтеров, занятых здесь. Несмотря на это, Pew Research провёл опрос и выяснил, что 59 % американцев выступают против стены на границе.

##### Предложение временно запретить въезд мусульман
В своём выступлении после парижских терактов в ноябре 2015, Трамп заявил, что он поддержит создание базы данных о мусульманах в США и расширенного наблюдения за мечетями. Поддержка Трампом базы данных об американских мусульманах «вызвало резкие упрёки от своих республиканских коллег и обвинения в несоответствии его высказываний закону со стороны юристов».
7 декабря 2015 года Трамп призвал к «общему и полному запрету въезда мусульман в США, пока представители нашей страны не выяснят, что, чёрт возьми, происходит».
Реакция иностранных лидеров и экспертов на это высказывание была резко негативная.
В ходе полемики по поводу его замечания Трамп заявил, что «в Лондоне есть места, которые столь радикализированы, что даже полицейские там боятся за свою жизнь». Лондонская служба столичной полиции ответила «мы считаем, что это важно для государства и лондонцев, чтобы господин Трамп не мог быть столь неточным». Мэр Лондона, Борис Джонсон, потребовал извинений и описал комментарии Трампа как «плохо информированные» и «полнейший бред».

#### Отношения с Россией и Путиным
В число предвыборных обещаний Трампа вошло установление хороших отношений с Президентом России Владимиром Путиным. 10 ноября 2015 года во время очередных дебатов республиканских кандидатов Трамп высказался в поддержку военной операции России в Сирии, заявив: 
Если Путин хочет „раздолбать“ ИГИЛ, я за это на все 100 процентов, и я не могу понять, как кто-нибудь может быть против этого.
Впрочем, весной 2016 года в рекламном ролике Трампа содержалась критика кандидата от демократов Хиллари Клинтон за неготовность к борьбе с «нашими наисерьёзнейшими оппонентами…» в лице показанных в видео Владимира Путина и террориста. Также Трамп призывал сбивать при крайних случаях российские самолёты, совершающие опасные манёвры рядом с американскими.
27 июля 2016 года Дональд Трамп заявил, что в случае избрания президентом США он рассмотрит вопрос признания Крыма российской территорией. 31 июля Трамп заявил, что жители Крыма хотят быть с Россией, а не с Украиной.
1 августа он заявил, что выступает за союз России и США в борьбе с террористами ИГИЛ.
2 августа им было заявлено, что попытка вернуть Крым Украине может спровоцировать третью мировую войну. Также Трамп пояснил, что вопрос принадлежности Крыма в прошлом, так как Крым ушёл от Украины к России и находится в составе России уже два года.

#### Фаворит от Республиканской партии
Трамп имел неизменно высокие позиции на всех социальных опросах. Опрос, проведенный The Economist, выпущенный 9 июля 2015 года, был первым крупным национальным опросом, где Трамп лидировал в президентской гонке. A Suffolk и USA Today провели опрос, опубликованный 14 июля, 2015, показавший, что у Трампа 17 % поддержки среди избирателей-республиканцев, когда у Джеба Буша 14 %. The Washington Post и ABC News также провели опрос, который показал, что Трампа поддерживают 24 % республиканцев, а Скотта Уокера — 13 %.

### 2016 год

#### Праймериз
Дебаты в Айове для Трампа оказались неудачными. Тед Круз получил большинство голосов, опередив Трампа. Круз, который агитировал в основном среди христиан, был поддержан церковью. Трамп позже выложил в Twitter: «многие люди голосовали за Круза Карсона, потому что Круз — мошенник».
После этого последовали победы в Южной Каролине, Неваде (45.9 % голосов).
К маю 2016 года Трамп выиграл праймериз во многих штатах. После того как он выиграл в Индиане, Круз и Джон Кейсик выбыли из гонки. Таким образом, Дональд Трамп стал единственным кандидатом в президенты от Республиканской партии. После победы Трампа в Индиане председатель Национального комитета Республиканской партии Райнс Прибус, среди прочего, назвал Трампа предполагаемым кандидатом. В конце мая стало известно, что Трамп набрал 1238 голосов делегатов, из них 1237 голосов необходимы для автоматического выдвижения кандидата в президенты США. Таким образом, Трамп победил в праймериз Республиканской партии и автоматически стал кандидатом в президенты США от Республиканской партии.

#### Митинги
Трамп провел многотысячные митинги во время своей предвыборной кампании, Трамп «регулярно привлекает тысячи людей на митинги в Айове, гораздо больше, чем любой из его соперников из Республиканской партии».
21 августа, Трамп провел предвыборный митинг на стадионе Лэдд-Пиблз в Мобил, штат Алабама, который посетили около 30 тыс. человек.

На предвыборном митинге Трампа в Билокси, штат Миссисипи, в январе 2016 года, ютубер призвал демократов и независимых депутатов в зале менять свою партийную принадлежность к Республиканской для того, чтобы проголосовать за Трампа, что может сыграть на руку его кампании.
В Миссисипи имели место словесные и физические столкновения между сторонниками Трампа и его противниками. Митинги спровоцировали потасовки. Некоторые СМИ обвинили Трампа в подстрекательстве к насилию.

### Кандидат в вице-президенты США
Основными претендентами на выдвижение кандидатом в вице-президенты США от Республиканской партии считались три человека: 58-й спикер Палаты представителей США Ньют Грингич, губернатор штата Нью-Джерси и бывший соперник Трампа на праймериз Крис Кристи, а также губернатор штата Индиана Майк Пенс.
14 июля 2016 года Трамп заявил, что кандидатом в вице-президенты США от Республиканской партии станет губернатор Индианы Майк Пенс.
Съезд Республиканской партии, прошедший 18-21 июля 2016 года, утвердил Дональда Трампа официальным кандидатом в президенты США от Республиканской партии.

## Смены руководителей кампании
С января 2015 по июнь 2016 года кампанией Трампа руководил политический консультант Кори Левандовски.
20 июня 2016 года Трамп назначил Пола Манафорта новым руководителем избирательной кампании после того, как Кори Левандовски, в значительной степени способствовавший победе кандидата на республиканских праймериз, вступил в конфликт с другими членами команды по вопросам тактики и стратегии при подготовке к президентским выборам.
17 августа 2016 года Трамп назначил Стивена Бэннона — руководителя консервативного информационного сайта Breitbart News, зачастую критиковавшего истеблишмент Республиканской партии, новым руководителем своей кампании взамен Манафорта, в отношении которого появились обвинения в наличии незаконных финансовых отношений с бывшим президентом Украины Виктором Януковичем.

## Затраты на кампанию
По состоянию на 31 января 2016 года, кампания Трампа получила $7,5 млн в виде пожертвований от физических лиц, $250,318 безвозмездно пожертвовал сам Трамп, и $17.78 млн кредитов от кандидата.

### Освещение в СМИ
Трамп отдал лишь скромную сумму на рекламу—$10 млн до февраля 2016, гораздо меньше соперников, таких как Джеб Буш ($82 млн), Марко Рубио ($55 млн.) и Тед Круз ($22 млн.). Однако, Трамп пользуется независимыми СМИ больше, чем любой другой кандидат. С самого начала своей кампании, в феврале 2016 году, Трамп получил почти 2 млрд долларов от независимых СМИ, что вдвое превышает сумму, которую получила Хиллари Клинтон. В феврале Трамп заработал $400 млн. Также отмечается широкое использование Трампом независимых СМИ для продвижения своей предвыборной кампании.

## Опросы
По данным опроса Квиннипэкского университета, проведённого в трёх штатах, на 7 октября 2015 года среди республиканцев в Огайо лидировали Д. Трамп (23 %), Бен Карсон (18 %), Джон Кейсик (13 %); в Пенсильвании — Д. Трамп (23 %), Бен Карсон (17 %), Марко Рубио (12 %); во Флориде — Д. Трамп (28 %), Бен Карсон (16 %), Марко Рубио (14 %). Во всех трёх штатах у демократов лидировала Хиллари Клинтон.
По данным телефонного опроса Wall Street Journal и NBC News, проведённого 15—18 октября, у республиканцев лидировал Д. Трамп (27 %). Далее шли Бен Карсон (22 %), Марко Рубио (13 %), Тед Круз (9 %), Джеб Буш (8 %), Карли Фиорина (7 %).
Опрос, проведённый газетой The New York Times и телеканалом CBS по телефону в период с 21 по 25 октября 2015 года, показал, что Бен Карсон занял первое место, заручившись поддержкой 26 % голосов респондентов из числа членов Республиканской партии. За Трампа готовы были проголосовать 22 %, за Марко Рубио 8 %, за Джеба Буша и Карли Фиорину по 7 %, за Рэнда Пола, Теда Круза, Майка Хакаби и Джона Кейсика — ок. 4 %.
По данным опроса, проведённого Washington Post и телеканалом ABC, на 15 декабря 2015 года у республиканцев лидировал Дональд Трамп (38 %), на втором месте был Тед Круз (15 %), третье место делили Марко Рубио и Бен Карсон с 12 %.
Согласно опросу, проведённому Monmouth University, на 16 декабря 2015 года у республиканцев рейтинг Дональда Трампа достиг 41 %. Далее шли Тед Круз (27 %), Марко Рубио (10 %), Бен Карсон (9 %), Джеб Буш (3 %).
По данным телефонного опроса CNN и ORC, проведённого 17—21 декабря 2015 года, у республиканцев лидировал Д. Трамп (39 %). Далее шли Тед Круз (18 %), Бен Карсон и Марко Рубио с 10 %.
Согласно опросу NBC News и SurveyMonkey Weekly Election Tracking Poll, проведённому с 28 декабря 2015 года по 3 января 2016 года, у республиканцев лидировал Дональд Трамп с 35 %. Далее шли Тед Круз (18 %), Марко Рубио (13 %), Бен Карсон (9 %), Джеб Буш (6 %).

## Теории заговора
Во время своей предвыборной кампании Трамп часто поддерживал различные теории заговора и маргинальные теории.

Трамп, например, поддерживал идею о том, что вакцины вызывают аутизм. Трамп не предполагает запрета какой-либо вакцинации, но заявлял: «я за вакцины, за то, чтобы сделать их более длительными, но только в маленьких дозах, и я думаю, Вы увидите уменьшение влияния на аутизм.» Также Трамп считал, что президент Обама тайно исповедует ислам. 

## Политические позиции
Трамп заявил, что он представляет собой «консервативного республиканца». Точку зрения Трампа по внешней политике немецкий вице-канцлер Зигмар Габриэль назвал право-популистской, похожей на позицию Марин Ле Пен, Герта Вилдерса или Сильвио Берлускони.

## Итог кампании
8 ноября прошли выборы в президенты США, в результате которых Дональд Трамп был выбран 45-м президентом.
Победа Трампа вызвала массовые протесты против результатов выборов. В митингах оказались такие города, как Нью-Йорк, Портленд (штат Орегон), Лос-Анджелес, Окленд (штат Калифорния), Филадельфия (Пенсильвания), Денвер (Колорадо), Миннеаполис (Миннесота), проголосовавших в основном за кандидата от Демократической партии — Хиллари Клинтон.
| Кандидат        | Партия                 | Избиратели | Избиратели | Выборщики |
| Кандидат        | Партия                 | Количество | %          | Выборщики |
| --------------- | ---------------------- | ---------- | ---------- | --------- |
| Дональд Трамп   | Республиканская партия | 62 853 508 | 46,10 %    | 306       |
| Хиллари Клинтон | Демократическая партия | 65 527 625 | 48,05 %    | 232       |
| Гэри Джонсон    | Либертарианская партия | 4 478 975  | 3,29 %     | 0         |
| Джилл Стайн     | Партия зелёных         | 1 450 670  | 1,06 %     | 0         |
| Эван Макмаллин  | (независимый кандидат) | 656 095    | 0,48 %     | 0         |
| Даррелл Касл    | Конституционная партия | 172 570    | 0,1 %      | 0         |

| Голоса избирателей | Голоса избирателей | Голоса избирателей | Голоса избирателей | Голоса избирателей |
| ------------------ | ------------------ | ------------------ | ------------------ | ------------------ |
| Хиллари Клинтон    |                    |                    | 48.05 %            |                    |
| Дональд Трамп      |                    |                    | 46.10 %            |                    |

### Анализ кампании
По мнению политологов, победа Трампа — продолжение мировой тенденции недовольства нынешним положением дел и действиями политиков наравне с Brexit и неудачным конституционным референдумом в Италии. Главным образом его победе способствовали слухи о болезни главной соперницы — Хиллари Клинтон, а также провалы правящей Демократической партии во внешней и внутренней политике.
Многие опросы помогли составить «собирательный» образ голосовавшего за Трампа. По материалам новостного агентства RT, его фанат — это белый холостой мужчина 50-60 лет, в основном без высшего образования, нередко бизнесмен, по религии — протестант. 58 % бизнесменов южных штатов США проголосовали за Трампа.
Политтехнолог Александр Бутшаковски рассказал RT о выводах из предвыборной гонки в США:
Мы видим, что кандидаты поделили электорат между собой. Думаю, их пиар-менеджеры и рассчитывали на такой результат. Трамп благодаря своей антимигрантской риторике потерял избирателей среди мексиканцев, но приобрёл расположение людей со средним уровнем достатка, предки которых поселились на территории Штатов с самого их основания. Например, в Техасе миллиардер опережает свою соперницу в соотношении 39% к 32%. В этом штате США всегда сильны националистические настроения. Также очевидно, что из-за публикации компрометирующего видео он потерял определённый процент женской поддержкистатья RT
По словам RT, среднестатистическим электоратом его главной соперницы по выборам — Хиллари Клинтон является женщина 25-40 лет с латиноамериканскими корнями, имеющая высшее образование, католичка, замужняя, имеющая одного ребёнка.
По мнению Detroit Free Press, причиной победы Трампа стала также излишняя самоуверенность Клинтон, не посетившей штат Висконсин. В колеблющихся же штатах, таких как Огайо, Флорида, Айова, опорой Трампа стали жители сельских поселений.
В ходе предвыборной гонки утверждался стереотип, что Трампа поддерживают прежде всего белые избиратели-мужчины с низким или невысоким уровнем дохода («средние» избиратели). Но экзитполы и опросы показали обратное — за него проголосовал также избиратель с доходом выше $50 000.